# Jalšovík
Jalšovík (in ungherese Bozókaslók) è un comune della Slovacchia facente parte del distretto di Krupina, nella regione di Banská Bystrica.